# 進雄神社 (高崎市)
進雄神社（すさのおじんじゃ）は、群馬県高崎市柴崎町の神社。旧社格は郷社。

## 歴史
清和天皇の御代、貞観11年（869年）に尾張国海部郡津島（現・愛知県津島市）の津島牛頭天王社（現・津島神社）から分霊を勧請したと伝わる。
1057年（天喜5年）、前九年の役で出征する源頼義は、当社で戦勝を祈願し、その願いは無事達成されたという。このために戦国時代では、武田氏・上杉氏・後北条氏ら戦国大名が、当社で戦勝祈願したり社領の安堵をしている。
江戸時代も、江戸幕府第3代将軍徳川家光より、30石の社領を得ている。
明治初期、これまで神仏習合が色濃い牛頭天王を祭神としていたが、神仏分離政策により、速須佐之男命に変更、名称も「天王宮」から「進雄神社」に変更し、現在に至っている。
1906年（明治39年）12月28日、神饌幣帛料供進社に指定。
1907年（明治40年）10月境内末社7社などを合祀、1911年（明治44年）8月大字下大類の村社・熊野神社などを合祀、同年9月大字中大類の村社・降照神社と同社境内社を合祀。
1931年（昭和6年）に郷社となった。

## 祭神
- 速須佐之男命
- 稲田比売命

- ほか24柱[2]

## 文化財
- 高井家文書（高崎市指定重要文化財 昭和46年2月18日指定）[6]

## 交通アクセス
- 倉賀野駅より徒歩33分。